# Christoph Jauernik
Christoph Jauernik (* 20. März 1984 in Eisenach) ist ein deutscher Handballtrainer und ehemaliger Handballspieler.

## Spielerkarriere
Christoph Jauernik begann in seinem Heimatort bei der SG Schnellmannshausen mit dem Handball spielen. Im C-Jugend Alter wechselte er zum ThSV Eisenach. Dort spielte er unter anderem gemeinsam mit Benjamin Trautvetter, Stefan Kneer und Philipp Seitle. 2003 wechselte er zum Drittligisten TV Jahn Duderstadt. Die beiden folgenden Spielzeiten 2004/2005 und 2005/2006 war er beim Zweitligisten HSG Niestetal-Staufenberg aktiv. Nach der Insolvenz der HSG Niestetal-Staufenberg schloss er sich 2006 dem Zweitligisten TUSPO Obernburg an. 2007 wechselte Jauernik zurück zu seinem Jugendverein ThSV Eisenach. Bereits mit 26 Jahren musste er seine aktive Karriere wegen einer Schulterverletzung beenden.

## Trainerkarriere
Seit 2010 übernahm er beim ThSV Eisenach unterschiedliche Aufgaben als Nachwuchstrainer und Co-Trainer des Bundesligateams. Im Jahr 2013 legte er erfolgreich die DHB A-Lizenz Prüfung ab. 2014 gelang ihm als Trainer der A-Jugend erstmals in der Geschichte des ThSV Eisenach der Aufstieg in die JBLH.
Im Juli 2016 wurde er Cheftrainer beim ThSV Eisenach. Er beendete seine erste Saison im Profibereich auf dem 7. Platz in der 2. Bundesliga. Im Dezember 2017 wurde er von seinen Aufgaben als Trainer der 1. Mannschaft des ThSV Eisenach freigestellt.
Seit der Saison 2019/20 trainiert er den niederländischen Erstligisten Limburg Lions. In der Saison 2019/20 erreichte er gemeinsam mit seinem Team die Vizemeisterschaft in der BENE-League Handball. Nach dem Saisonabbruch belegten die KEMBIT-Lions den 1. Platz in der niederländischen Meisterschaft. Im Sommer 2023 übernimmt er das Traineramt des österreichischen Vereins Handball Tirol.
Im Februar 2021 schloss er erfolgreich die international anerkannte Ausbildung zum EHF Mastercoach ab und erwarb gleichzeitig die EHF PRO Coaching Licence.

## Sonstiges
Christoph Jauernik war Schüler des Elisabeth-Gymnasiums Eisenach, wo er 2002 sein Abitur ablegte. Er studierte Lehramt Gymnasium in den Fächern Sport und Mathematik an der Georg-August-Universität Göttingen. 2014 schloss er sein Referendariat erfolgreich ab und arbeitete bis 2019 als Lehrer am Martin-Luther-Gymnasium in Eisenach.